# Boelvar Rokossovskogo (station MTsK)
Boelvar Rokossovskogo (Russisch: Бульва́р Рокоссо́вского) is een station aan de tweede ringlijn in de Russische hoofdstad Moskou. Het station is nieuw gebouwd in 2015 en moet de noordoostelijke wijken een aansluiting op de tweede ringlijn bieden. Aanvankelijk was het de bedoeling dat, het ongeveer 300 meter zuidelijker gelegen, gelijknamige metrostation deze taak zou krijgen. De geplande metro buitenringlijn is in het noordoost kwadrant echter nooit aangelegd en begin 21e eeuw is besloten om dit vervoer niet via een metro maar via de kleine ringspoorlijn uit 1908 te laten lopen. Het personenvervoer op de kleine ringspoorlijn is op 10 september 2016 hervat onder de naam tweede ringlijn en lijnnummer 14.